# Kurt Wöss

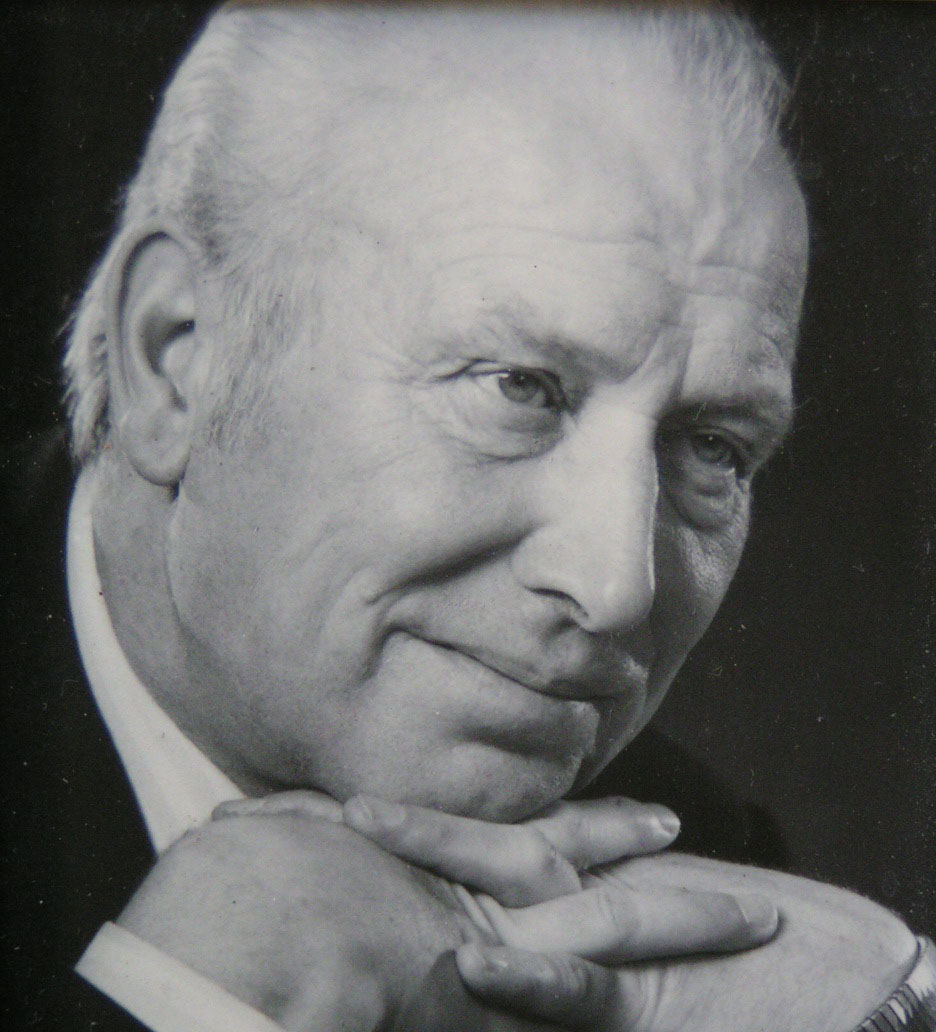
Kurt Wöss

Kurt Wöss (* 2. Mai 1914 in Linz; † 4. Dezember 1987 in Dresden) war ein österreichischer Dirigent.

## Leben
Kurt Wöss wuchs in Zeillern auf, besuchte in Graz das Gymnasium und studierte bis 1938 an der Wiener Musikakademie Komposition bei Max Springer und Joseph Marx, Violine bei Ernst Moravec und als Privatschüler Dirigieren bei Felix Weingartner sowie Musikwissenschaft an der Universität Wien bei dem Bruckner-Forscher Robert Haas, Robert Lach, Alfred Orel und Egon Wellesz.
Ab 1936 dirigierte er das Orchester der Deutschen Kunstgemeinde in Wien, ab 1938 das NS-Kammerorchester. Am 25. Juni 1938 beantragte er die Aufnahme in die NSDAP und wurde rückwirkend zum 1. Mai desselben Jahres aufgenommen (Mitgliedsnummer 6.123.360). Im selben Jahr wurde Wöss auch Leiter einer Außenstelle der Musikschule der Stadt Wien. 1939 wurde er Studentenführer an der Reichshochschule für Musik, leitete das Gaustudenten-Orchester und übernahm 1941 das Fach „Feiergestaltung“. 1942 zur Wehrmacht eingezogen, versah er seinen Dienst als Unteroffizier im Flieger-Ausbildungsregiment Nr. 24 in Olmütz. Nach 1945 wurde Wöss aus allen Funktionen entlassen.
1946–51 war er Chefdirigent des Niederösterreichischen Tonkünstlerorchesters und führte auch wieder die beliebten Sonntagnachmittag-Konzerte ein. 1950/51 produzierte er mit Marcel Prawy Aufnahmen für die amerikanische Plattenfirma Remington. Als 1. Chefdirigent des NHK-Sinfonieorchesters (1951–54) und Lehrer an der Musikhochschule in Tokio war er ein Pionier von Aufführungen europäischer Musik in Japan. 1956–60 dirigierte er das Victorian Symphony Orchestra in Melbourne und an der Australischen Nationaloper. 1961–68 war Wöss Operndirektor am Landestheater Linz und 1967–74 Chefdirigent des Bruckner Orchesters Linz. Wöss erwarb 1964 die Burgruine Lichtenhag, die nur kurzzeitig in seinem Besitz war. Ab 1974 leitete er die Fujiwara-Oper in Tokio und war künstlerischer Direktor des Philharmonischen Orchesters Tokio. Seit 1978 dirigierte er auch das Wiener Johann Strauss Orchester. 1984 erwarb er in Eggenburg/Niederösterreich ein schlossartiges Anwesen, in dem auch Konzerte hochrangiger Künstler stattfanden. Als Gastdirigent war Wöss international tätig und arbeitete u. a. mit Orchestern in Italien, Schweden, dem Orchestre de la Suisse Romande, dem Tonhalle-Orchester Zürich und dem Mozarteum-Orchester Salzburg zusammen. Noch in seinem Todesjahr unternahm er mit dem Johann Strauss Orchester eine USA-Tournee und absolvierte 27 Gastdirigate, u. a. in Kattowitz, St. Gallen, Midland, Oklahoma, Trondheim, Malmö, Seoul, Dublin, Belfast, Teipei, Budapest, Berlin, Kopenhagen, Brüssel, Brünn, Bari, Kwanchou, Suwan, Napoli, Dresden. Sein weit gefächertes Repertoire reichte von Johann Sebastian Bach bis Béla Bartók, seine besondere Liebe galt aber den Werken von Anton Bruckner und Johann Strauss (Sohn). Aus seiner Zeit als Chefdirigent des NHK Orchesters in Tokyo stammt die große Begeisterung des japanischen Musikpublikums für das Wiener Neujahrskonzert. In Japan führte er die beliebten Wiener Abende ein mit Musik vor allem von Johann Strauss Sohn und Vater. In einer Umfrage zu den prominentesten Österreichern im Jahre 1964 wurden in der Kategorie Musik die Dirigenten Herbert von Karajan, Karl Böhm und Kurt Wöss genannt. 1961 wurde ihm vom Bundespräsidenten der Titel Professor verliehen.
Er war mit Margareta Wöss (* 8. Juni 1921, † 25. Dezember 1999), Leiterin der Musikdirektion der Stadt Linz und des Brucknerhauses, verheiratet. Kinder: Wolfgang Wöss (* 3. September 1942 in Wien), Werner Wöss (* 6. Mai 1944 in Wien, † April 1991, München), Fleur Sakura Wöss (* 15. April 1953, Tokio)
Er starb am Beginn einer Probe der 2. Sinfonie Bruckners mit der Dresdner Philharmonie am Dirigentenpult. Er wurde am Hernalser Friedhof bestattet.

## Auszeichnungen
- Professoren-Titel
- Ehrenkreuz für Wissenschaft und Kunst I. Klasse
- Anton-Bruckner-Interpretationspreis
- Goldenes Ehrenzeichen für Verdienste um die Republik Österreich
- Kulturmedaille der Stadt Linz
- Ehrenmitglied der Franz Schmidt-Gemeinde

## Schriften
- Ratschläge zur Aufführung der Symphonien Anton Bruckners. Linzer Veranstaltungsgesellschaft, Linz 1974.
- Als ich zu dirigieren vergaß … und andere Erlebnisse eines weltreisenden Dirigenten. Orac, Wien 1983, ISBN 3-85368-942-6.
- Paul Matusek (Hrsg.): Ich ritt auf Tennos Pferd – Japanische Kontrapunkte – Japan, von einem Musiker erlauscht. Mymorawa, Wien 2019, ISBN 978-3-99093-112-7.